# Sanitätsbrigade 2
Die Sanitätsbrigade 2 war von 1993 bis 2003 eine der Sanitätsbrigaden der Bundeswehr. Der Stabssitz war Ulm. Die Sanitätsbrigade war zuletzt dem Sanitätsführungskommando im Zentralen Sanitätsdienst der Bundeswehr unterstellt.

## Geschichte

### Vorgeschichte
Nach Ende des Ost-West Konflikts wurde die Struktur der Sanitätstruppe zur Einnahme der Heeresstruktur V bzw. V (N) geändert. Ein Großteil des Sanitätstruppe im westdeutschen Feld- und Territorialheer war bisher auf oberster Ebene in Sanitätskommandos gegliedert. Die westdeutschen Korps führten als Korpstruppen je ein Sanitätskommando. Analog führten die Territorialkommandos ebenfalls ein direkt unterstelltes Sanitätskommando.
In der neuen Struktur wurde die Masse der oben aufgezählten Truppenteile der Sanitätskräfte des Feld- und Territorialheers – soweit diese nicht außer Dienst gestellt wurden – in neu aufgestellten Sanitätsbrigaden zusammengefasst. Nach ähnlichem Prinzip erfolgte die Aufstellung der Logistikbrigaden und Führungsunterstützungsbrigaden bei den Korps. Diese fusionierten Großverbände neuen Typs vereinten Truppenteile und Aufgaben des bisherigen Feld- und Territorialheeres. Erst im Verteidigungsfall wären die Verbände voraussichtlich wieder getrennt worden. Zur Aufstellung der Sanitätsbrigaden wurden insbesondere die umfangreiche Reservelazarettorganisation und die Transportkapazitäten der Sanitätskommandos stark reduziert. Vorgesehen war, jedem der drei geplanten Korps/Territorialkommandos jeweils eine Sanitätsbrigade zu unterstellen. Entsprechend erfolgte die Nummerierung der neu aufzustellenden Sanitätsbrigaden:
- Sanitätsbrigade 1 für das geplante I. Korps/Territorialkommando Nord
- Sanitätsbrigade 2 für das geplante II. Korps/Territorialkommando Süd
- Sanitätsbrigade 4 für das nach der Wiedervereinigung in Ostdeutschland neu aufgestellte IV. Korps/Territorialkommando Ost, das zunächst als Korps/Territorialkommando Ost bezeichnet wurde. Entsprechend wurde die Sanitätsbrigade 4 zunächst als Sanitätsbrigade Ost bezeichnet.[A 1]

Letztlich kam es nicht zu der Aufstellung der fusionierten Korps/Territorialkommandos in Westdeutschland. An der Aufstellung der Sanitätsbrigaden bei den Korps bzw. beim Korps/Territorialkommando Ost hielt man jedoch fest.

### Aufstellung
Die Sanitätsbrigade 2 wurde im Oktober 1993 in Ulm aufgestellt. Zur Aufstellung wurden vermutlich Truppenteile, Personal und Material der etwa zeitgleich aufgelösten süddeutschen Sanitätskommandos 2 (Stab ebenfalls in Ulm),, 600 und 3 herangezogen.

### Wechsel vom Heer in die Streitkräftebasis
Nach Aufstellung des Zentralen Sanitätsdienstes der Bundeswehr wechselte die Sanitätsbrigade 1 im Oktober 2001 zum Sanitätsführungskommando.

### Auflösung
Die Sanitätsbrigaden wurden nach dem Wechsel zum Zentralen Sanitätsdienstes der Bundeswehr zur Aufstellung der Sanitätskommandos I bis IV aufgelöst. Die Sanitätsbrigade 2 wurde im März 2003 aufgelöst. Teile wurden vermutlich für die Aufstellung des Sanitätskommandos IV verwendet, das die streitkräftegemeinsame sanitätsdienstliche Versorgung in Süddeutschland übernahm.

## Verbandsabzeichen

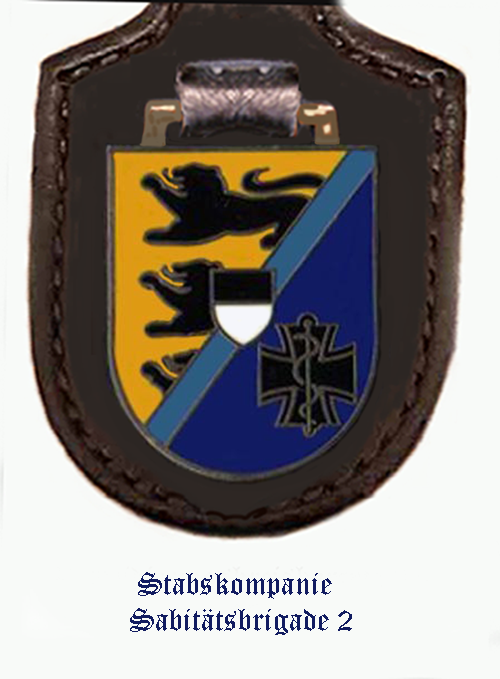
Internes Verbandsabzeichen des Stabes/Stabskompanie

Die Sanitätsbrigade führte anders als die meisten anderen Brigaden des Heeres kein eigenes Verbandsabzeichen. Die Soldaten trugen daher das Verbandsabzeichen des übergeordneten Großverbandes.
Als „Abzeichen“ wurde daher unpräzise manchmal das interne Verbandsabzeichen des Stabes und der Stabskompanie „pars pro toto“ für die gesamte Sanitätsbrigade genutzt. Es zeigte die stilisierte Donau in Form eines Schrägbalkens, einen Äskulapstab ähnlich wie im Barettabzeichen der Sanitätstruppe auf dem Eisernen Kreuz als Hoheitszeichen der Bundeswehr, das Wappen der Hohenzollern, sowie die drei Staufer Löwen wie im Wappen Baden-Württembergs. Die Farbe der linken Seite des Schildes entsprach der blauen Waffenfarbe des Sanitätsdienstes im Heer. Insgesamt ähnelte das interne Verbandsabzeichen deutlich dem des Stabes des  „Vorgängers“ Sanitätskommando 2. Der Äskulapstab auf dem Eisernen Kreuz war bereits Element im internen Verbandsabzeichen der Stäbe der süddeutschen Sanitätskommandos 3 und 850. Äskulapstab, Eisernes Kreuz und Staufer Löwen fanden sich später auch im internen Verbandsabzeichen des Stabes Sanitätskommando IV, dessen Zuständigkeitsbereich grob dem der Sanitätsbrigade 2 entsprach.